# إليسون براون
إليسون براون (بالإنجليزية: Ellison Brown)‏ هو منافس ألعاب قوى أمريكي، ولد في 22 سبتمبر 1914، وتوفي في 23 أغسطس 1975.

## وصلات خارجية
- إليسون براون على موقع أوليمبيديا (الإنجليزية)